# Palais Holnstein

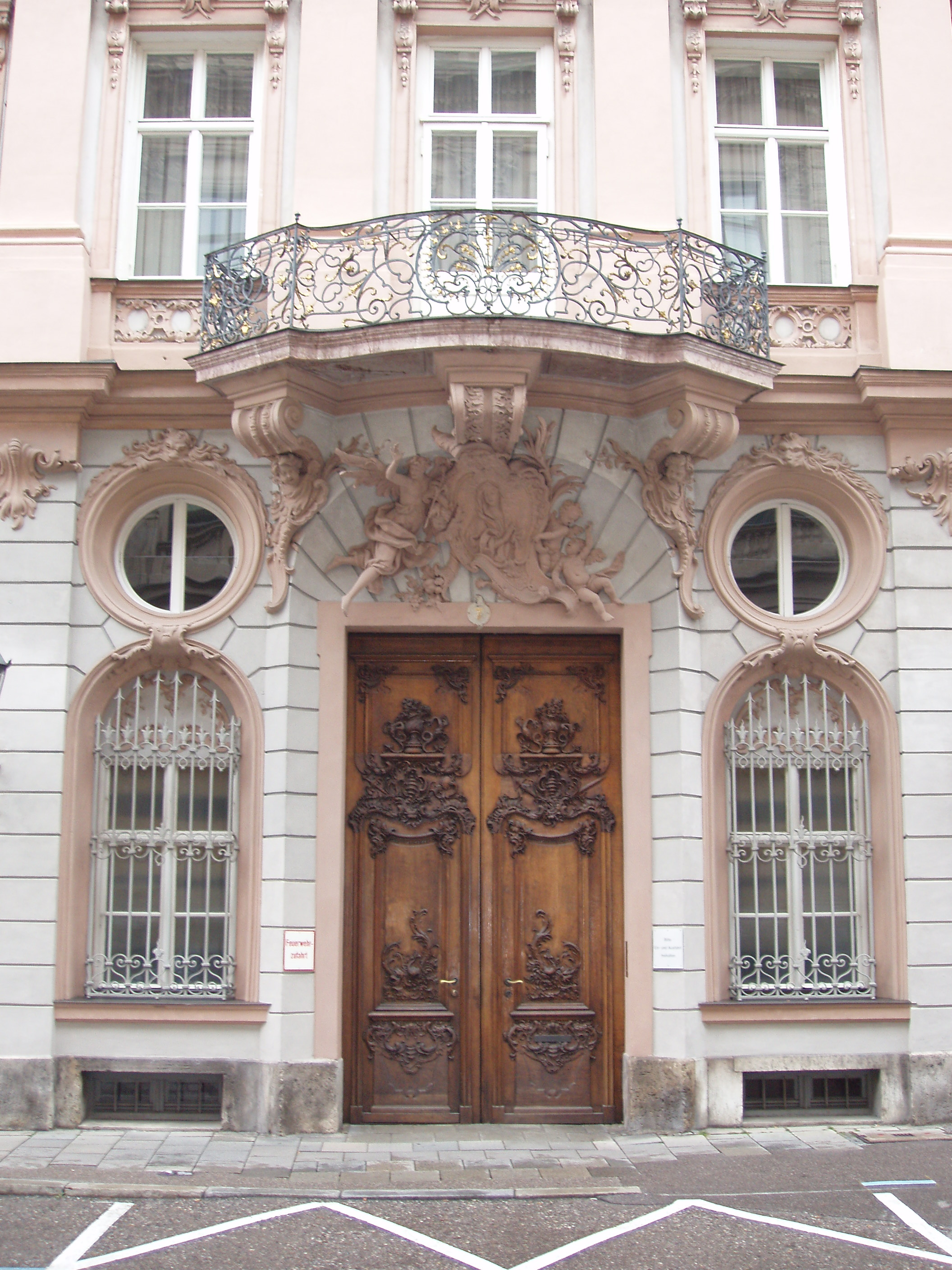
Portada rococó del Palacio Holnstein

El palacio Holnstein de Múnich (conocido más tarde como palacio Königsfeld) ha sido la residencia de los arzobispos de la archidiócesis de Múnich y Frisinga desde 1818. Se le conoce por ello como palacio arzobispal, y está situado al norte de la ciudad vieja de Múnich (Altstadt), en la calle Cardenal Faulhaber número 7 (Kardinal-Faulhaber-Straße 7).
El arquitecto Francisco de Cuvilliés construyó la mansión entre 1733 y 1737 para residencia de Sofía Carolina de Ingenheim, condesa de Holnstein, una amante del príncipe-elector Carlos Alberto de Baviera, más tarde emperador del Sacro Imperio, y para el hijo de ambos, Francisco Luis, primer conde de Holnstein. 
Para construir el Palacio se tuvieron que demoler las tres casas existentes en el solar. Se diseñó un palacio urbano de cuatro alas con patio interior: el ala frontal, con la fachada principal, se destinaron a fines de representación, mientras que las laterales y la posterior, ordenadas en torno al patio interior, servía para el uso privado. 
La fachada se basa en el diseño del arquitecto y paisajista José Effner, según un patrón habitual, con tres plantas y nueve ejes verticales para los huecos de la fachada. Los nueve ejes de ventanas están organizados en tres cuerpos prácticamente iguales en tamaño, el central sobresaliente (el típico avant corps barroco) con gablete en la parte superior. Cada uno de los tres cuerpos se corresponde con la división interna entre el ala principal y las alas laterales. En la planta baja se colocan óculos sobre las ventanas y en los pisos superiores las ventanas están separadas por pilastras integradas del primer al segundo piso. 
El estuco de la fachada y la decoración interior son probablemente obra de Juan Bautista Zimmermann. 
Ha resultado ser el mejor ejemplo que queda en Múnich de un palacio de arte rococó, el único palacio aristocrático en Múnich con la distribución original de las salas. La fachada de estilo rococó y muchos espacios interiores se mantienen en su estado original y, dado que el palacio se ha cerrado a la visita pública, solo puede contemplarse la magnífica y elegante fachada.
Desde 1977 hasta 1982 el Palacio Holnstein sirvió de residencia al arzobispo-cardenal Joseph Ratzinger (más adelante, elegido Papa con el nombre de Benedicto XVI), quien se alojó allí durante su última visita a la diócesis en septiembre de 2006.
- Datos: Q686997
- Multimedia: Palais Holnstein (Altstadt München) / Q686997